# Meseta Purépecha
Die Hochebene Purépecha (Meseta Purépecha), auch Tarascan Plateau genannt, ist eine Region im mexikanischen Bundesstaat Michoacán.
Das Plateau, das am südwestlichen Fuß des transmexikanischen Vulkangürtels beginnt, wird vom Río Lerma und seinen Nebenflüssen bewässert. Der Pátzcuaro-See, der Cuitzeo-See und der Zirahuén-See liegen in ihm.
In der Region ist das namensgebende indigene Volk der Purépecha beheimatet, die sich u. a. der Land- und Forstwirtschaft widmen. Die wichtigsten Bevölkerungszentren der Region sind Pátzcuaro, Cherán und Tzintzuntzan.